# Ali Askar Lali
Pour les articles homonymes, voir Lali.
Ali Askar Lali (persan : علی عسکر لعلی) (né en 1957 en Afghanistan) est un ancien joueur et désormais entraîneur de football afghan, possédant également la nationalité allemande.
Il fut membre de l'équipe d'Afghanistan des -20 ans qui participa à la coupe d'Asie des nations des moins de 19 ans 1977 disputée en Iran, ainsi qu'en senior aux qualifications pour les JO 1980.
En 1981, il quitte son pays et arrive en Allemagne en tant que réfugié dans la ville de Paderborn. Il vit aujourd'hui en Allemagne et Afghanistan.
En tant qu'entraîneur, Lali participe au projet de promouvoir le football féminin et entraîna l'équipe d'Afghanistan féminine de 2007 à 2008.